# Пашийка (приток Вижая)
Пашийка — река в Горнозаводском городском округе Пермского края, приток Вижая, притока Вильвы. Впадает в Вижай справа в 49 км от устья. Длина реки 31 км. Основные притоки (впадают справа): Северная в 2,8 км от устья и Водяная в 12 км от устья. Истоки в лесах северо-западнее урочища Пашийка (упразднённый посёлок). Течёт на запад, затем юго-запад по горному рельефу, между возвышенностями. Устье — в посёлке Пашия. Недалеко от устья для работы Пашийского завода на реке в XVIII веке создан пруд. Историко-природный комплекс «Пашийский пруд» объявлен памятником природы регионального значения (современные площадь и статус утверждены Указом Губернатора Пермской области от 26.06.2001 г. (ред. от 25.11.2004 г.).

## Данные водного реестра
По данным государственного водного реестра России, река относится к Камскому бассейновому округу, речной бассейн — Кама, речной подбассейн реки — бассейны притоков Камы до впадения Белой, водохозяйственный участок реки — Чусовая от в/п пгт. Кын до устья. Код объекта в государственном водном реестре — 10010100712111100011863.